# Les Noces (drame)
Pour les articles homonymes, voir Les Noces.
Les Noces (en polonais : Wesele) est un drame écrit par Stanisław Wyspiański, et joué pour la première fois au théâtre Juliusz-Słowacki le 16 mars 1901, dans une mise en scène d'Adolf Walewski (pl),. Le drame est considéré comme l'une des œuvres les plus importantes de l'époque de la Jeune Pologne ; il apporte à son auteur une grande notoriété.